# Гідрографія
Гідрографія — галузь прикладних наук, яка займається вимірюванням та описом фізичних особливостей океанів, морів, прибережних районів, озер і річок, а також прогнозом їх змін з часом з основною ціллю забезпечення безпечної навігації і підтримки всіх інших видів морської діяльності, включаючи економічний розвиток, безпеку і оборону, наукові дослідження та охорону навколишнього середовища.

## Статус
Гідрогра́фія — розділ гідрології суходолу, який вивчає й описує водні об'єкти (річки, озера тощо), їхнє розташування, походження, розміри, режим, зв'язки з іншими елементами географічного середовища — кліматом, гірськими породами, ґрунтами, рослинністю, рельєфом тощо.
Гідрографія тісно пов'язана з гідрологією річок, озерознавством та болотознавством. Дослідження з гідрографії мають велике значення для управління водним фондом, освоєння водних ресурсів, зокрема для гідроенергетики, розвитку меліорації, водопостачання. Дані досліджень узагальнюються у водному кадастрі і використосуються Державним агентством водних ресурсів України та іншими відповідними, в тому числі місцевими, профільними установами.
Значний внесок у розвиток гідрографії в Україні у свій час зробили М. І. Максимович, Є. В. Оппоков, А. В. Огієвський.
У 2013 році колективом вчених Київського національного університету імені Тараса Шевченка та Вінницького національного технічного університету спільно з фахівцями Державного агентства водних ресурсів України розроблено сучасну Схему гідрографічного районування території України згідно з вимогами Водної рамкової директиви Європейського Союзу.

## Міжнародні зобов'язання
У Положенні 9 Глави V Конвенції з охорони людського життя на морі (SOLAS) визначаються гідрографічні послуги, які мають надавати держави, що приєдналися до Конвенції. Надання таких гідрографічних послуг, по суті, є обов'язком країн-учасниць, відповідно до міжнародного договірного права.
Зокрема, Конвенція SOLAS проголошує: «Держави, що приєдналися до Конвенції, зобов'язуються організувати збір і накопичення гідрографічних даних, а також публікацію, поширення й оновлення усієї морської інформації, необхідної для забезпечення безпеки судноплавства.
Зокрема, держави-учасниці зобов'язуються співпрацювати одна з одною, максимально можливою мірою, при наданні наступних морських і гідрографічних послуг, у спосіб, що є найбільш придатним для сприяння судноплавству:
1. забезпечити проведення гідрографічних досліджень, що сприяють підвищенню безпеки судноплавства;
2. складати й видавати морські карти, керівництва для плавання, переліки вогнів, таблиці припливів та інші морські публікації, що сприяють підвищенню безпеки судноплавства;
3. поширювати повідомлення мореплавцям для уможливлення регулярного оновлення морських карт і публікацій; а також
4. організувати управління даними для підтримки надання цих послуг.
Держави-учасниці зобов'язуються забезпечити максимально можливу однорідність карт і морських публікацій та брати до уваги, по можливості, відповідні міжнародні резолюції і рекомендації.
Держави-учасниці зобов'язуються координувати свою діяльність максимально можливою мірою для забезпечення у світовому масштабі, наскільки це можливо, швидкого й надійного доступу до достовірної та однозначної гідрографічної і морської інформації.».

## Всесвітній день гідрографії
Всесвітній день гідрографії щорічно відзначається 21 червня. 29 листопада 2005 року Організація Об'єднаних Націй прийняла резолюцію A / 60/30 [Архівовано 23 серпня 2017 у Wayback Machine.], яка включає заяву — привітання з нагоди прийняття Міжнародною гідрографічною організацією Всесвітнього дня гідрографії, який щорічно відзначається 21 червня, з метою належного оприлюднення своєї роботи на всіх рівнях та збільшення охоплення гідрографічною інформацією на глобальній основі, і настійно закликає всі держави співпрацювати з цією організацією для сприяння безпечній навігації, особливо в районах міжнародної навігації, в портах, де є вразливі або захищені морські райони.